# Samuel Schnelle

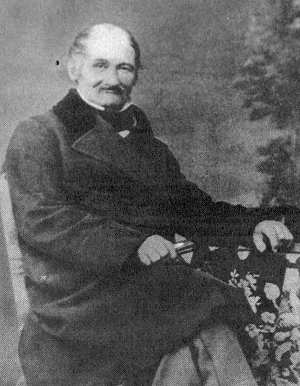
Samuel Schnelle

Samuel Schnelle (* 1. Dezember 1803 in Schwerin; † 17. April 1877 in Blankenburg (Harz)) war ein deutscher Jurist, Gutsbesitzer und Politiker.

## Leben
Samuel Schnelle war Sohn des Stadtrichters und Schweriner Bürgermeisters Johann Schnelle (um 1750–vor 1819), der einer der ersten bürgerlichen Rittergutsbesitzer in Mecklenburg wurde. Samuel Schnelle studierte Rechtswissenschaften an der Universität Göttingen und wurde am 1. Juli 1825 an der Universität Rostock zum Dr. jur. promoviert. Ebenfalls 1825 wurde er Mitglied des Corps Vandalia Rostock. Schnelle war als Advokat in Schwerin tätig und Rittergutsbesitzer des Gutes Buchholz bei Ventschow. Er kämpfte politisch gegen die Vorherrschaft des Adels in Mecklenburg und gegen den Landesgrundgesetzlichen Erbvergleich des Jahres 1755. Er war seit 1835 Mitglied des Vereins für mecklenburgische Geschichte und Altertumskunde. Als Autor verfasste Schnelle unter anderem in den Jahren 1844 bis 1846 die Landtagsberichte. 1848 wurde er Mitglied des Frankfurter Vorparlaments. Auch in die Mecklenburgische Abgeordnetenversammlung wurde er 1848 im Wahlkreis Mecklenburg-Schwerin 4 im ersten Wahlgang gewählt, gab jedoch das Mandat krankheitsbedingt Weihnachten 1848 zurück.
Samuel Schnelle war der Schwiegervater des Politikers Julius Wiggers. Sein älterer Halbbruder Gottlieb Schnelle war 1811 Stifter des Corps Vandalia Jena, aus dem wenig später die Urburschenschaft hervorging, und starb als Leutnant der Lützowschen Jäger 1815 an den in der Schlacht bei Ligny erlittenen Verwundungen im Lazarett in Löwen.
Zum politischen Freundeskreis Schnelles gehörten August Heinrich Hoffmann von Fallersleben, dem er in der Zeit der Verfolgung zeitweilig auf seinem Gut Buchholz Unterschlupf gewährte, Fritz Reuter, Ludwig Reinhard und Adolf Glaßbrenner.

## Schriften
- Einige Betrachtungen über die in der mecklenburgischen Ritterschaft obwaltenden Streitigkeiten, 1843
- Die Adelscorporation und die Fideicommisstiftungen in Mecklenburg, 1845
- Kurzer Bericht über den meklenburgischen Landtag des Jahres 1845. Parchim und Ludwigslust: Hintorff 1846 (Digitalisat)
- Offenes Schreiben an die mecklenburgischen Mitbürger, 1846
- Ritter und Landschaft Mecklenburgs seit ihrer Restauration im Jahre 1850, 1850
- Gottlieb Schnelle. Ein Lebensabriss, 1869